# Thomas Wharton (Mediziner)

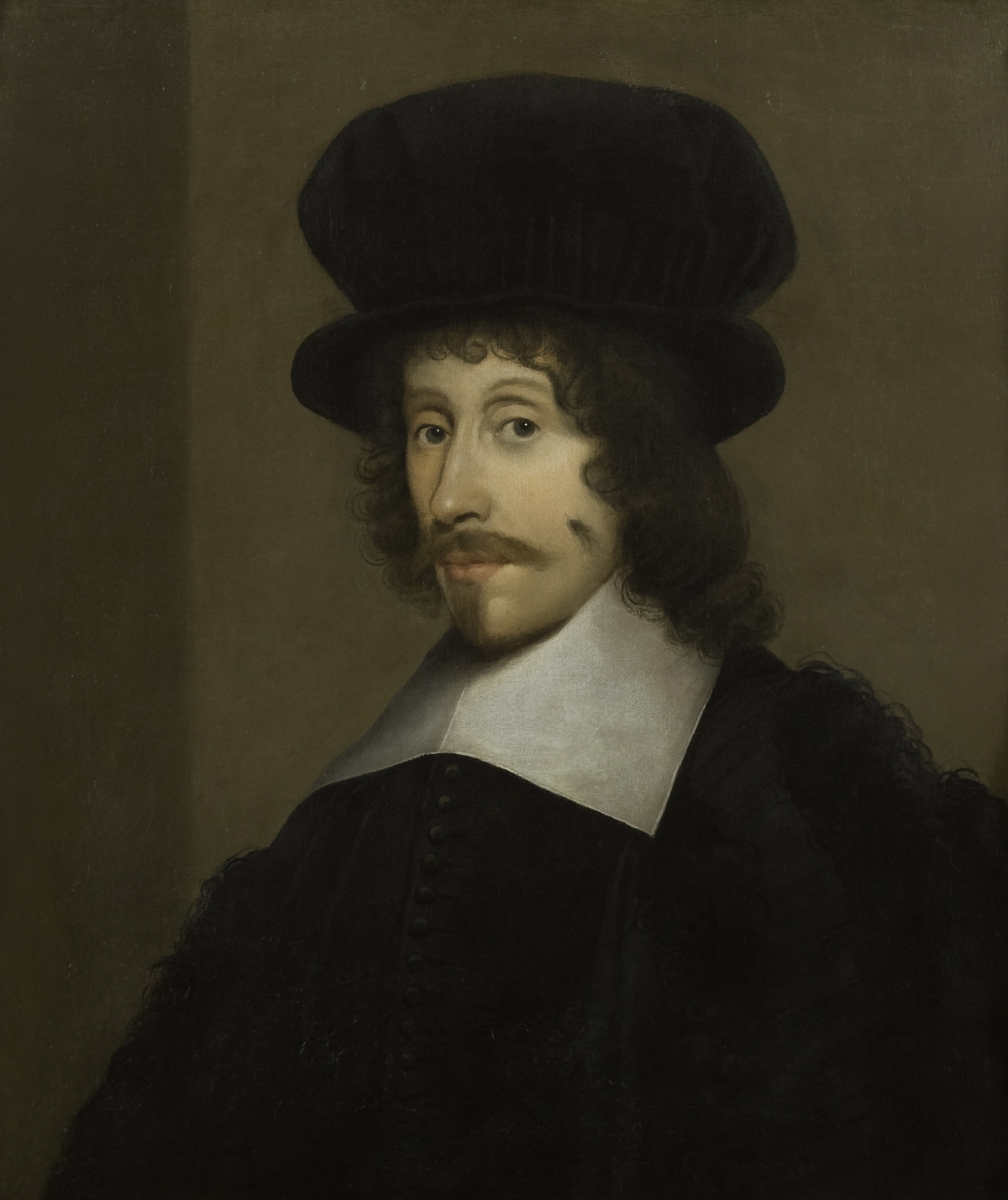
Thomas Wharton, um 1650

Thomas Wharton (* 31. August 1614 in Winston-on-Tees; † 15. November 1673 in London) war ein englischer Arzt und Anatom. Er veröffentlichte 1656 ein Buch über die Drüsen des Körpers und wies als Erster den Ductus pancreaticus accessorius nach. Nach ihm benannt sind der auch als Wharton-Gang bezeichnete Ductus submandibularis und die Wharton-Sulze.

## Leben
Thomas Wharton wurde 1614 in Winston-on-Tees im County Durham geboren und studierte ab 1638 am Pembroke College der University of Cambridge, am Trinity College der University of Oxford sowie an der Universität London. In Oxford, wo er ab 1646 wieder studierte, erlangte er 1647 die Promotion.
Nach seinem Studium war er als Arzt in London tätig, darunter von 1659 bis zu seinem Tod am St Thomas’ Hospital. Im Jahr 1650 wurde er zum Fellow des Royal College of Physicians gewählt, vier Jahre später hielt er dort die Goulstonian Lectures. Während der Großen Pest von London in den Jahren 1665/1666 war er einer der wenigen Ärzte, die in der Stadt verblieben. Neben seiner ärztlichen Tätigkeit unterrichtete er am Gresham College. 
Thomas Wharton  war verheiratet und Vater von drei Söhnen. Er starb 1673 in London.

## Wirken
Thomas Wharton verfasste 1656 das Buch Adenographia sive glandularum totius corporis descriptio („Adenografie oder Beschreibung der Drüsen des gesamten Körpers“) in dem er erstmals darauf hinwies, dass der Ausführungsgang der Bauchspeicheldrüse von Fischen und Geflügel doppelt angelegt ist und manchmal zu einem Gang verschmilzt. Er hatte damit als Erster den Ductus pancreaticus accessorius nachgewiesen, genauer wurde dieser aber erst von Giovanni Domenico Santorini erforscht.
Seinen Namen tragen der auch als Wharton-Gang bezeichnete Ductus submandibularis, der Ausführungsgang der Unterkieferspeicheldrüse, sowie die als Wharton-Sulze bezeichnete Interzellularsubstanz des gallertigen Bindegewebes der Nabelschnur.